# Pave Paul 3.
Pave Paul 3. (født 29. februar 1468, død 10. november 1549), født som Alessandro Farnese, var pave fra 1534 til sin død i 1549.
Han indkaldte tridentinerkoncilet i 1545. Han var også den første pave som udnævnte kardinaler in pectore.